# União Social-Cristã
A União Social-Cristã na Baviera (CSU, em alemão: CSU – Christlich-Soziale Union in Bayern e.V.ⓘ) é um partido político conservador de orientação democrata cristã na Alemanha. Está presente apenas no estado da Baviera (Bayern), enquanto o seu partido irmão CDU está presente no resto do país. Apenas em 1957 no estado de Sarre (Saarland), a CSU concorreu contra candidatos da CDU. Mais tarde, esta parte da CSU foi absorvida pela CDU.
A CSU dirige o governo do estado da Baviera praticamente desde a sua fundação, a maior parte do tempo sem necessidade de coligações. Este domínio é único na Alemanha do pós-guerra. A nível federal, a CSU forma um grupo parlamentar único com a CDU no Bundestag (Parlamento Federal). Edmund Stoiber ocupou a presidência da CSU desde 1999. Foi candidato a chanceler em 2002, mas foi derrotado.
Em 2003, a CSU foi reeleita para o governo da Baviera com maioria absoluta. Franz Josef Strauss (1915-1988) é visto como tendo estabelecido as bases ideológicas do partido, embora fosse demasiado novo para ter sido líder fundador do partido, que teve o seu início como a continuação do Partido Popular da Baviera (Bayerische Volkspartei) da época Weimar.

## Resultados Eleitorais

### Eleições legislativas da Alemanha
| Data | M. Uninominal | M. Uninominal | M. Uninominal | M. Uninominal | M. Proporcional | M. Proporcional | M. Proporcional | M. Proporcional | Deputados | +/-     | Status   |
| Data | CI.           | Votos         | %             | +/-           | CI.             | Votos           | %               | +/-             | Deputados | +/-     | Status   |
| ---- | ------------- | ------------- | ------------- | ------------- | --------------- | --------------- | --------------- | --------------- | --------- | ------- | -------- |
| 1949 |               |               |               |               | 4.º             | 1 380 448       | 5,8 / 100,0     |                 | 24 / 402  |         | Governo  |
| 1953 | 4.º           | 2 450 286     | 8,9 / 100,0   |               | 4.º             | 2 427 387       | 8,8 / 100,0     | 3,0             | 52 / 509  | 28      | Governo  |
| 1957 | 3.º           | 3 186 150     | 10,6 / 100,0  | 1,7           | 3.º             | 3 133 060       | 10,5 / 100,0    | 1,7             | 55 / 519  | 3       | Governo  |
| 1961 | 4.º           | 3 104 742     | 9,7 / 100,0   | 0,9           | 4.º             | 3 014 471       | 9,6 / 100,0     | 0,9             | 50 / 521  | 5       | Governo  |
| 1965 | 3.º           | 3 204 648     | 9,9 / 100,0   | 0,2           | 3.º             | 3 136 506       | 9,6 / 100,0     | Estável         | 49 / 518  | 1       | Governo  |
| 1969 | 3.º           | 3 094 176     | 9,5 / 100,0   | 0,4           | 3.º             | 3 115 652       | 9,5 / 100,0     | 0,1             | 49 / 518  | Estável | Oposição |
| 1972 | 3.º           | 3 620 625     | 9,7 / 100,0   | 0,2           | 3.º             | 3 615 183       | 9,7 / 100,0     | 0,2             | 48 / 518  | 1       | Oposição |
| 1976 | 3.º           | 4 008 514     | 10,6 / 100,0  | 0,9           | 3.º             | 4 027 499       | 10,6 / 100,0    | 0,9             | 53 / 518  | 5       | Oposição |
| 1980 | 3.º           | 3 941 365     | 10,4 / 100,0  | 0,2           | 4.º             | 3 908 459       | 10,3 / 100,0    | 0,3             | 52 / 519  | 1       | Oposição |
| 1983 | 3.º           | 4 318 800     | 11,1 / 100,0  | 0,7           | 3.º             | 4 140 865       | 10,6 / 100,0    | 0,3             | 53 / 520  | 1       | Governo  |
| 1987 | 3.º           | 3 859 244     | 10,2 / 100,0  | 0,9           | 3.º             | 3 715 827       | 9,8 / 100,0     | 0,8             | 49 / 519  | 4       | Governo  |
| 1990 | 4.º           | 3 423 904     | 7,4 / 100,0   | 2,8           | 4.º             | 3 302 980       | 7,1 / 100,0     | 2,7             | 51 / 662  | 2       | Governo  |
| 1994 | 3.º           | 3 657 627     | 7,8 / 100,0   | 0,4           | 3.º             | 3 427 196       | 7,3 / 100,0     | 0,2             | 50 / 672  | 1       | Governo  |
| 1998 | 3.º           | 3 602 472     | 7,3 / 100,0   | 0,5           | 3.º             | 3 324 480       | 6,8 / 100,0     | 0,5             | 47 / 669  | 3       | Oposição |
| 2002 | 3.º           | 4 311 178     | 9,0 / 100,0   | 1,7           | 3.º             | 4 315 080       | 9,0 / 100,0     | 2,2             | 58 / 603  | 11      | Oposição |
| 2005 | 3.º           | 3 889 990     | 8,2 / 100,0   | 0,8           | 6.º             | 3 494 309       | 7,4 / 100,0     | 1,6             | 46 / 614  | 12      | Governo  |
| 2009 | 6.º           | 3 191 000     | 7,4 / 100,0   | 0,8           | 6.º             | 2 830 238       | 6,5 / 100,0     | 0,9             | 45 / 622  | 1       | Governo  |
| 2013 | 4.º           | 3 544 079     | 8,1 / 100,0   | 0,7           | 5.º             | 3 243 569       | 7,4 / 100,0     | 0,9             | 56 / 631  | 11      | Governo  |
| 2017 | 6.º           | 3 255 604     | 7,0 / 100,0   | 1,1           | 7.º             | 2 869 744       | 6,2 / 100,0     | 1,2             | 46 / 709  | 11      | Governo  |
| 2021 | 6.º           | 2 788 048     | 6,0 / 100,0   | 1,0           | 6.º             | 2 402 827       | 5,2 / 100,0     | 1,0             | 45 / 736  | 1       | Oposição |

### Eleições regionais da Baviera
| Data | CI. | Votos     | %            | +/-  | Deputados | +/- | Status   |
| ---- | --- | --------- | ------------ | ---- | --------- | --- | -------- |
| 1946 | 1.º | 1 593 908 | 52,2 / 100,0 |      | 104 / 180 |     | Governo  |
| 1950 | 2.º | 1 262 377 | 27,4 / 100,0 | 24,8 | 64 / 204  | 40  | Governo  |
| 1954 | 1.º | 1 835 959 | 37,9 / 100,0 | 10,5 | 83 / 204  | 21  | Oposição |
| 1958 | 1.º | 2 091 259 | 45,5 / 100,0 | 7,6  | 101 / 204 | 21  | Governo  |
| 1962 | 1.º | 2 320 359 | 47,5 / 100,0 | 2,0  | 108 / 204 | 7   | Governo  |
| 1966 | 1.º | 2 524 732 | 48,1 / 100,0 | 0,6  | 110 / 204 | 2   | Governo  |
| 1970 | 1.º | 3 139 429 | 56,4 / 100,0 | 8,3  | 124 / 204 | 14  | Governo  |
| 1974 | 1.º | 3 481 486 | 62,0 / 100,0 | 5,6  | 132 / 204 | 8   | Governo  |
| 1978 | 1.º | 3 387 995 | 59,1 / 100,0 | 2,9  | 129 / 204 | 3   | Governo  |
| 1982 | 1.º | 3 534 375 | 58,2 / 100,0 | 0,9  | 133 / 204 | 4   | Governo  |
| 1986 | 1.º | 3 191 640 | 55,7 / 100,0 | 2,5  | 128 / 204 | 5   | Governo  |
| 1990 | 1.º | 3 085 948 | 54,9 / 100,0 | 0,8  | 127 / 204 | 1   | Governo  |
| 1994 | 1.º | 3 100 253 | 52,8 / 100,0 | 2,1  | 120 / 204 | 7   | Governo  |
| 1998 | 1.º | 3 278 768 | 52,9 / 100,0 | 0,1  | 123 / 204 | 3   | Governo  |
| 2003 | 1.º | 3 167 408 | 60,6 / 100,0 | 7,7  | 124 / 180 | 1   | Governo  |
| 2008 | 1.º | 2 336 439 | 43,4 / 100,0 | 17,3 | 92 / 187  | 32  | Governo  |
| 2013 | 1.º | 2 882 169 | 47,7 / 100,0 | 4,3  | 101 / 180 | 9   | Governo  |
| 2018 | 1.º | 2 551 046 | 37,2 / 100,0 | 10,5 | 85 / 205  | 16  | Governo  |

### Eleições europeias
| Data | CI. | Votos     | %            | +/- | Deputados | +/-     |
| ---- | --- | --------- | ------------ | --- | --------- | ------- |
| 1979 | 3.º | 2 817 120 | 10,1 / 100,0 |     | 8 / 81    |         |
| 1984 | 3.º | 2 109 130 | 8,5 / 100,0  | 1,6 | 7 / 81    | 1       |
| 1989 | 4.º | 2 326 277 | 8,2 / 100,0  | 0,3 | 7 / 81    | Estável |
| 1994 | 4.º | 2 393 374 | 6,8 / 100,0  | 1,4 | 8 / 99    | 1       |
| 1999 | 4.º | 2 540 007 | 9,4 / 100,0  | 3,0 | 10 / 99   | 2       |
| 2004 | 3.º | 2 063 900 | 8,0 / 100,0  | 1,4 | 9 / 99    | 1       |
| 2009 | 6.º | 1 896 762 | 7,2 / 100,0  | 0,8 | 8 / 99    | 1       |
| 2014 | 6.º | 1 567 258 | 5,3 / 100,0  | 1,9 | 5 / 96    | 3       |
| 2019 | 5.º | 2 354 817 | 6,3 / 100,0  | 1,0 | 6 / 96    | 1       |

## Presidentes da União Social-Cristã na Baviera, desde 1946
- Josef Müller 1946-1949
- Hans Ehard 1949-1955
- Hanns Seidel 1955-1961
- Franz Josef Strauss 1961-1988
- Theo Waigel 1988-1999
- Edmund Stoiber 1999-2007
- Erwin Huber 2007-2008
- Horst Seehofer 2008-2019
- Markus Söder 2019-